# Laminar Research
Laminar Research es una compañía de software con base en Columbia, Carolina del Sur (Estados Unidos). Se dedica a proveer software que refleja las leyes de la física con precisión. Los productos de Laminar Research son la simulación aérea con su producto X-Plane. X-Plane funciona con Macintosh, Microsoft Windows, y Linux. También tienen versión móvil para iPhone y iPad.
- En 2004, Laminar Research sacó su producto Space Combat.
- En octubre de 2012, Laminar Research anunció  que estaban siendo demandado por Uniloc por una supuesta infracción de patente.[1]
- En mayo de 2017, X-Plane 11 salió a la venta. X-Plane 11 está disponible en su versión normal, como en su versión profesional certificada por la Administración Federal de Aviación.

- En enero de 2022, Laminar Research anunció el lanzamiento de su próximo simulador de vuelo de nueva generación, X-Plane 12. Está previsto que presente una revisión de su motor de inyección de condiciones meteorológicas, además de nuevos aviones
- En septiembre del 2022, publicó una demo de "acceso anticipado" de X-Plane 12 y comenzó a venderla en su sitio web. En diciembre de 2022, se lanzó X-Plane 12.